# Vertica (bướm)
Vertica là một chi bướm ngày thuộc họ Bướm nâu.